# The Lox
The Lox to hip-hopowa grupa, w której skład wchodzą Jadakiss, Styles P i Sheek Louch. Założyli własną wytwórnię, D-Block Records.

## Kariera

### Bomb Squad
Jayson Phillips (Jadakiss), David Styles (Styles P) i Sean Jacobs (Sheek Louch) zaczęli swą karierę muzyczną zaczęli już jako uczniowie szkoły średniej. Wtedy założyli grupę zwaną "Bomb Squad". Początkowo należeli do niej tylko Jadakiss i Sheek Louch (nagrali między innymi "Bird Head"), potem dołączył Styles P. Organizowali występy i nagrywali swoje dema. Kiedy na hip-hopowej scenie Yonkers dominowali Raw Rome, Lord Devon i DMX, Bomb Squad zaczęli powoli zwracać na siebie uwagę przez swój styl i skłonność do mówienia o życiu w getcie. Po pewnym czasie zmienili swoją nazwę na Warlocks i kontynuowali karierę, występując na undergroundowych mixtape'ach. Dzięki Mary J. Blige, która posiadała kilka nagrań Warlocks, usłyszał o nich Puff Daddy. Wkrótce podpisali kontrakt z wytwórnią Bad Boy Records i zmienili swoją nazwę na The Lox.

### Money, Power, Respect (1997–1998)
W 1997 Lox wydali swój singel, "We'll Always Love Big Poppa", promujący ich nadchodzący album "Money, Power & Respect". Utwór ten poświęcony był Biggiemu. Wkrótce Lox wystąpili na hitach takich jak "Benjamins" (Puff Daddy), "24 Hours to Live" (Ma$e) i "Honey" (Mariah Carey). Ich album, "Money, Power & Respect" stał się wielkim przebojem, szybko został zatwierdzony jako platyna i sprawił, że zaczęli się oni liczyć na scenie hip-hopowej.

### Ruff Ryders (1998−1999)
Chociaż pierwszy album sprzedał się bardzo dobrze, Jadakiss, Sheek i Styles stwierdzili, że nie są zadowoleni z efektu końcowego. Na undergroundowych mixtape'ach, LOX zdobyli sławę przez mówienie o seksie, morderstwach i przemocy. Uznali, że single takie jak "If You Think I'm Jiggy", nie pokazały jeszcze ich talentu. Wkrótce rozwiązali kontrakt z Bad Boy, a podpisali z Ruff Ryders.

### We Are the Streets (2000)
W 2000 roku The Lox wydali kolejny album, "We Are the Streets", już dla wytwórni Ruff Ryders. Pojawiły się na nim produkcje Swizz Beatza użyte do takich utworów jak "Y'all fucked Up Now" czy "If U Know", na którym można usłyszeć również Drag-Ona i Eve. "We Are the Streets" zawiera również kilka produkcji PK, DJ-a Premiera i Timbalanda. "We Are the Streets" nie powtórzyło jednak sukcesu "Money, Power & Respect". Zatwierdzony jako złoto, nie zawierał wielkich przebojów, jak poprzednik.

### D-Block (2001–2007)
W 2001 The Lox zmienili nazwę grupy na D-Block i założyli wytwórnię o tej samej nazwie. Ponadto zwerbowali nowego członka, J-Hooda. W tym roku Jadakiss wydał swój pierwszy solowy album, "Kiss tha Game Goodbye". Rok po nim album wydał również Styles P. Jako ostatni karierę solową zaczął również Sheek Louch, wydając album "Walk Witt Me".
Pod koniec roku 2004, Jadakiss wystąpił na singlu Ja Rule’a, "New York". 50 Cent, który w tym czasie był zaangażowany w beef z Ja, uznał to za atak i zdissował Lox w swoim utworze "Piggy Bank". Spowodowało to beef pomiędzy D-Block a G-Unit. D-Block odpowiedzieli G-Unit serią dissów. Jadakiss nagrał ze Stylesem "Problem Child" (na podkładzie "50 Shot Ya"), "Shots Fired" oraz "Miss Jackson" (na podkładzie "Ms. Jackson" Outkast). Sam Jadakiss nagrał "Checkmate". Wiele dissów autorstwa Sheeka znalazło się na "After Taxes", w tym: "Maybe If I Sing" (w którym nazywa 50 Centa kapusiem, "snitch" i krytykuje go za śpiewanie w utworach), "On the Road Again" i "Kiss Your Ass Goodbye" nagrane ze Stylesem. Do tego ostatniego utworu powstał również remiks z Fabolousem, Beanie Sigelem i T.I., a także kolejna wersja, w której T.I. został zastąpiony Game’em i dołączono zwrotkę Jadakissa. Ponadto Sheek nagrał "Clikety Clank" (na podkładzie "Thug Love") i "Kill Yourself". Pod koniec 2006 Styles wydał swój drugi album, "Time Is Money", na którym znalazł się jeden diss na G-Unit, "G Joint" z J-Hoodem.
W 2007 Styles P zakończył beef odbywając rozmowę telefoniczną z 50 Centem. W tym roku z grupy odłączył również J-Hood.

## Dyskografia

### Albumy
- Money, Power & Respect (1998)
- We Are the Streets (2000)
- Classic Lox Part Two (2005)
- Before The L.O.X. (2007)
- New L.O.X. Order (2011)

### Single
- If You Think I’m Jiggy (1998)
- Money, Power & Respect (1998)
- Wild Out (1999)
- Recognize (2000)
- Ryde or Die Bitch (2000)